# Reloj binario

Leyendo un BCD reloj: suma los valores de cada columna de los ledes para obtener dígitos de seis números. Hay dos columnas para la hora, otras dos para los minutos y otras dos para los segundos.

Un reloj binario es usualmente un reloj el cual visualiza el tiempo sexagesimal tradicional en un formato binario. Originalmente, mostraban cada dígito decimal del tiempo sexagesimal como un valor binario, pero actualmente los relojes binarios también muestran horas, minutos y segundos como números binarios La mayoría de los relojes binarios son digitales, aunque existen versiones analógicas. Los verdaderos relojes binarios también existen, estos indica el tiempo mediante sucesivas particiones del día por la mitad en lugar de usar horas, minutos y segundos. Relojes similares, basados en el código binario Gray, también existen.

## Relojes Binarios

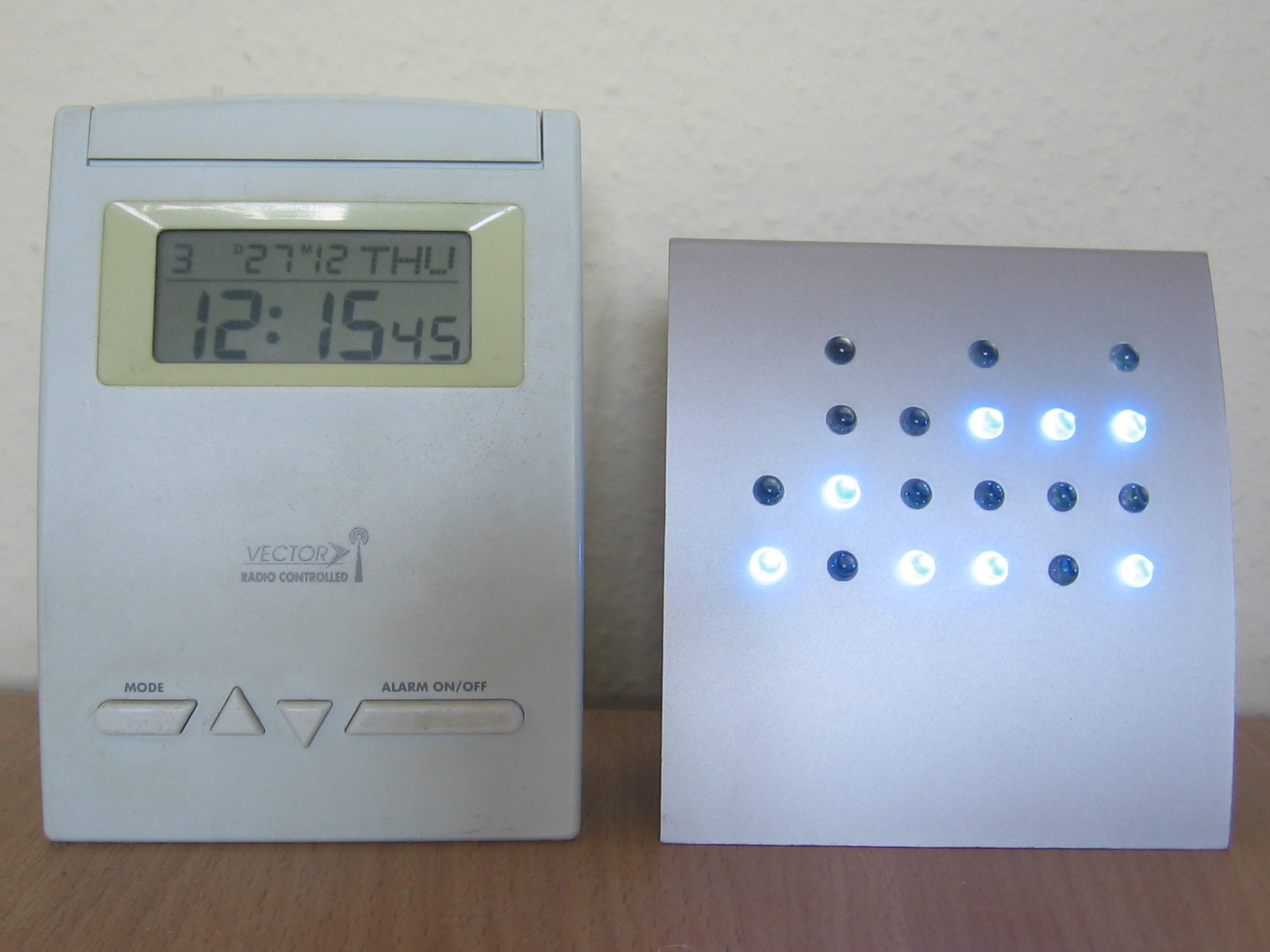
Reloj binario a la izquierda con la misma hora que el digital de la derecha:emplea un código binario digital (BCD) que va de arriba a abajo mostrando la hora, los minutos y segundos: 0×2+1×1=1; 0×8+0×4+1×2+0×1=2; 0×4+0×2+1×1=1; 0×8+1×4+0×2+1×1=5; 1×4+0×2+0×1=4; 0×8+1×4+0×2+1×1=5, i.e. 12:15:45

En 2008, los relojes binarios más comunes son diseñados y vendidos por Anelace Inc., y usan seis columnas de LED para representar ceros y unos. Cada columna representa un solo valor decimal, un formato conocido como código binario decimal (BCD). El renglón más bajo de cada columna representa el 1 (o 20), y cada renglón superior representa una potencia superior de dos, como 23 (u 8). Para leer el valor de cada dígito individual, el usuario debe sumar el valor que representa cada led iluminado, después se lee de izquierda a derecha. Las primeras dos columnas representan la hora, las siguientes dos los minutos y las dos últimas los segundos. Dado que los dígitos cero no están iluminados, este reloj no es de mucha utilidad en la oscuridad.